# Serpentinit

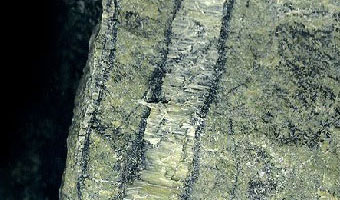
Một mẫu đá serpentinit, được cấu tạo bởi chrysotile, ở Slovakia

Serpentinit là một loại đá có thành phần gồm một hoặc nhiều khoáng vật trong nhóm serpentin. Các khoáng vật trong nhóm này được tạo thành từ quá trình serpentin hóa, một loại hydrat và biến chất từ đá siêu mafic trong manti của Trái Đất. Sự thay thế đặc biệt quan trọng ở đáy đại dương tại các ranh giới mảng kiến tạo.

## Hình thành và thạch luận
Serpentin hóa là một quá trình biến chất địa chất nhiệt độ thấp liên quan đến nhiệt và nước mà trong đó các đá siêu mafic và mafic có hàm lượng silica thấp bị oxy hóa (oxy hóa kỵ khí của Fe2+ bởi các proton của nước dẫn đến sự hình thành H2) và bị thủy phân bởi nước thành serpentinit. Peridotit, bao gồm dunit, ở tại và gần đáy đại dương và trong các đai núi được biến đổi thành serpentin, brucit, magnetit, và các khoáng vật khác - hiếm hơn là awaruit (Ni3Fe), và thậm chí là sắt tự sinh. Trong quá trình này, một lượng lớn nước được hấp thụ vào trong đá làm tăng thể tích và phá hủy cấu trúc đá.
Tỷ trọng của đá dao động từ 3,3 đến 2,7 g/cm³ với sự gia tăng thể tích đồng thời lên 30-40%. Phản ứng tỏa nhiều nhiệt và nhiệt độ của đá có thể tăng lên khoảng 260 °C (500 °F), cung cấp một nguồn năng lượng cho việc hình thành các mạch nhiệt dịch không liên quan đến núi lửa. Các phản ứng hóa học hình thành magnetit tạo ra khí hydro trong điều kiện kỵ khí nằm sâu trong manti, rất xa với khí quyển Trái Đất. Cacbonat và sulfat cũng lần lượt bị khử bởi hydro và tạo thành metan và hydro sulfide. Hydro, metan, và hydro sulfide cung cấp các nguồn năng lượng cho các sinh vật dưỡng hóa năng (chemotroph) ở biển sâu.

### Các phản ứng serpentinit
Serpentin được hình thành từ olivin qua nhiều phản ứng. Olivin là một dung dịch rắn giữa forsterit gốc magnesi và fayalit gốc sắt. Các phản ứng serpentinit 1a và 1b bên dưới trao đổi silica giữa forsterit và fayalit để tạo thành các khoáng vật nhóm serpentin và magnetit. Đây là các phản ứng tỏa nhiều nhiệt.
Phản ứng 1a:

Fayalit + nước → magnetit + dung dịch silica + hydro
3Fe2SiO4 + 2H2O → 2Fe3O4 + 3SiO2 + 2H2

Phản ứng 1b:

Forsterit + dung dịch silica → serpentin
3Mg2SiO4 + SiO2 + 4H2O → 2Mg3Si2O5(OH)4

Phản ứng 1c:

Forsterit + nước → serpentin + brucit
2Mg2SiO4 + 3H2O → Mg3Si2O5(OH)4 + Mg(OH)2
Phản ứng 1c thể hiện sự hydrat hóa olivin bởi nước chỉ để tạo ra serpentin và Mg(OH)2 (brucit). Serpentin bền ở pH cao với sự có mặt của brucit giống như calci silicat hydrat, các pha (C-S-H) được hình thành cùng với portlandit (Ca(OH)2) trong xi-măng Portland được làm cứng sau khi hydrat hóa belit (Ca2SiO4), calci nhân tạo tương đương với forsterit.
Phản ứng một chiều của 1c với sự hydrat hóa belit trong xi-măng Portland ban đầu:

Belit + nước → pha C-S-H + portlandit
2 Ca2SiO4 + 4 H2O → 3 CaO · 2 SiO2 · 3 H2O + Ca(OH)2
Sau phản ứng, các sản phẩm phản ứng có độ hòa tan kém (dung dịch silica hoặc các ion magie được hòa tan) có thể được vật chuyển trong dung dịch ra khỏi khu vực serpentin hóa bởi sự khuếch tán.
Khi có mặt của cacbon dioxide sự serpentin hóa có thể tạo thành hoặc là magnesit (MgCO3) hoặc tạo ra metan (CH4). Người ta cho rằng một số khí hydrocarbon có thể được tạo ra từ các phản ứng serpentinit trong vỏ đại dương.
Phản ứng 2a:
Olivin  + nước + axit cacbonic → serpentin + magnetit + metan
{\displaystyle \mathrm {(Fe,Mg)_{2}SiO_{4}+nH_{2}O+CO_{2}} } → {\displaystyle \mathrm {Mg_{3}Si_{2}O_{5}(OH)_{4}+Fe_{3}O_{4}+CH_{4}} }

hoặc, ở dạng cân bằng: 
{\displaystyle \mathrm {18Mg_{2}SiO_{4}+6Fe_{2}SiO_{4}+26H_{2}O+CO_{2}} } → {\displaystyle \mathrm {12Mg_{3}Si_{2}O_{5}(OH)_{4}+4Fe_{3}O_{4}+CH_{4}} }

Phản ứng 2b:
Olivin  + nước + axit cacbonic → serpentin + magnetit + magnesit + silica
{\displaystyle \mathrm {(Fe,Mg)_{2}SiO_{4}+nH_{2}O+CO_{2}} } → {\displaystyle \mathrm {Mg_{3}Si_{2}O_{5}(OH)_{4}+Fe_{3}O_{4}+MgCO_{3}+SiO_{2}} }

Phản ứng 2a chiếm chủ yếu nếu serpentinit nghèo Mg hoặc nếu không đủ cacbon dioxide để tạo thành talc. Phản ứng 2b xảy ra nếu thành phần có nhiều magnesi và áp suất riêng phần của cacbon dioxide thấp.